# Ælfmær
Ælfmær (auch Ælfmaer; † 1023) war Bischof von Sherborne. Er wurde 1017 zum Bischof geweiht und trat sein Amt im selben Jahr an. Er starb 1023, vermutlich am 5. April.